# مقاطعة خلخال
مقاطعة خلخال (بالفارسية: شهرستان بيله‌سوار. بالأذرية: Xalxal) هي إحدى مقاطعات في محافظة أردبيل في إيران. مركز مقاطعة خلخال هو مدينة خلخال. أكثر سكان المقاطعة ينتمون للعرق الآذري.